# Gottfried Glechner

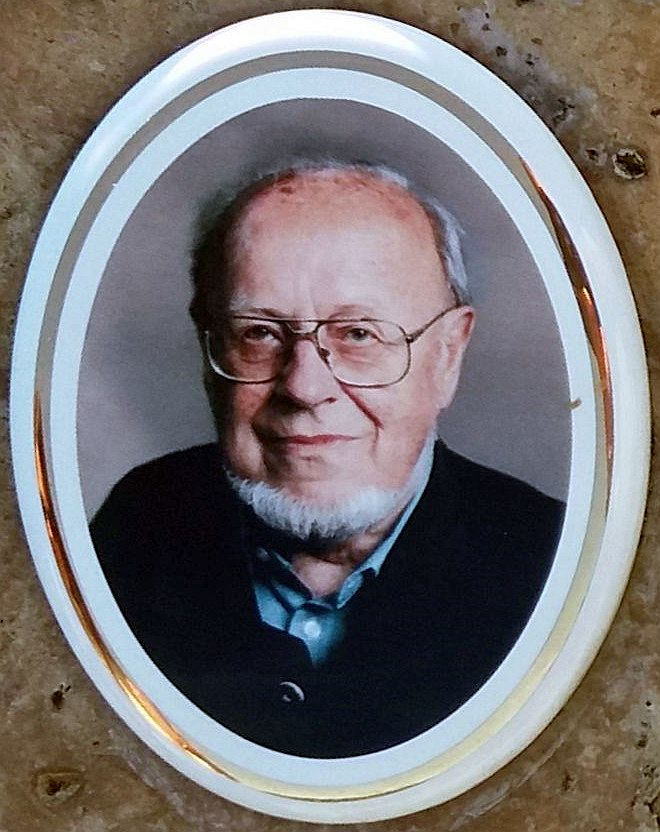
Gottfried Glechner

Gottfried Glechner  (* 3. Juli 1916 in Freiling, Gemeinde Gurten, Oberösterreich; † 10. Oktober 2004 in Braunau am Inn) war ein österreichischer Schriftsteller und Philologe. Er ist der Vater des Malers und Schriftstellers Wolfgang Glechner.

## Biographie

### Werdegang bis 1979
Gottfried Glechner war das achte von neun Kindern einer Bauernfamilie. Er legte 1936 die Matura am Bischöflichen Knabenseminar Kollegium Petrinum in Linz-Urfahr ab. Drei Jahre Theologiestudium schlossen sich an. 1939 wurde er zur Wehrmacht einberufen und diente sechs Jahre als Soldat. Nach der Heimkehr im Sommer 1945 inskribierte er an der Universität Innsbruck Deutsch und Latein und schloss dieses Studium samt Lehramtsprüfung und Doktorat in vier Jahren ab. Als Sprachforscher untersuchte Gottfried Glechner die Dialektgeographie und die Etymologie der Ortsnamen des Innviertels.
Die Stationen seiner anschließenden Lehrtätigkeit waren die Gymnasien Kremsmünster, Ried und schließlich Braunau, wo er ab 1960 lebte und bis zu seiner Pensionierung unterrichtete. 

### Schriftsteller 1979 bis 2004

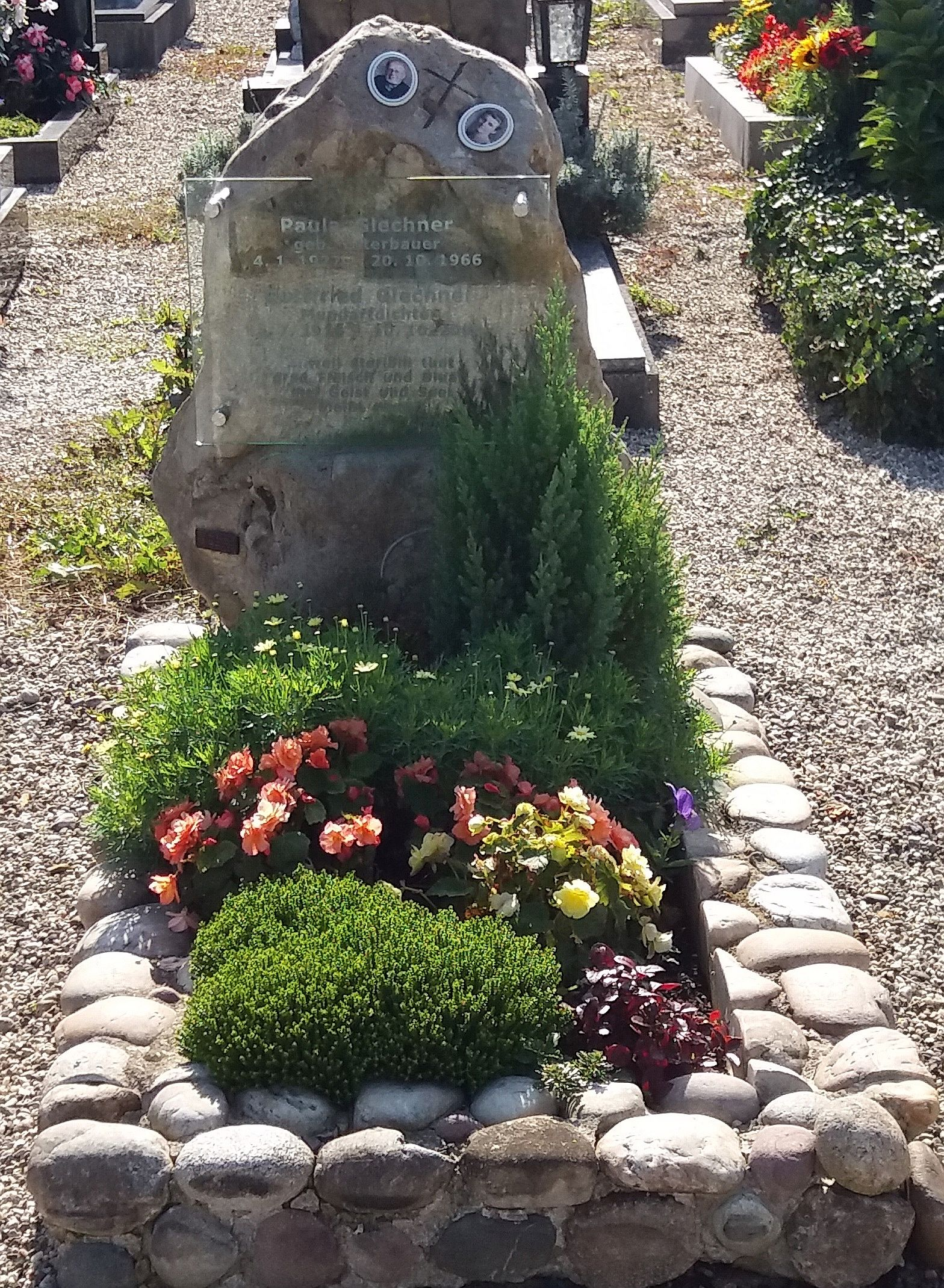
Friedhof Braunau am Inn, Grab Gottfried Glechners

Seinen ersten Band Erzählungen, „Unser Dorf“, bäuerliche Geschichten in oberösterreichischer Mundart veröffentlichte Gottfried Glechner erst 1979, im Alter von 62 Jahren, wurde aber dann rasch bekannt damit, vor allem in Oberösterreich und Bayern. Es folgten beinahe im Jahrestakt ein gutes Dutzend weiterer Bücher. 
Sein Ruf als Publikumsmagnet bescherte dem passionierten Vortragskünstler innerhalb weniger Jahre Einladungen für mehr als  500 Lesungen, in denen er live und auch via Rundfunk mit seinen Werken einen großen Kreis von Zuhörern in ganz Österreich und Bayern begeistern konnte. 
Nach seinem Tod 2004 wurde Gottfried Glechner am Friedhof Braunau am Inn begraben.

### Auszeichnungen
1996 erhielt Gottfried Glechner für sein Werk die Kulturmedaille des Landes Oberösterreich. Nach seinem Tod wurde in Gurten der Gottfried-Glechner-Weg benannt.

## Werkverzeichnis
- Die Innviertler Mundart. Eine dialektgeographische Untersuchung. Dissertation Universität Innsbruck 1949
- Unser Dorf. Einfache bäuerliche Geschichten im Innviertler Dialekt. 1979, ISBN 3-8521-4249-0
- Unser Haus. Geschichten und Betrachtungen. 1980, ISBN  3-85214-249-0
- Unser Stubn. Heitere und besinnliche Geschichten. 1981, ISBN 3-85214-267-9
- Der bairische Odysseus. Mundartepos in Hexameterversen. 1982, ISBN 3-90212-140-8
- Vertreibung aus dem Paradies. Erinnerungen an die Kindheit. In Hochsprache. 1983, ISBN 3-85214-343-8
- Gold Regen Staub. Gedichte. 1984, ISBN 3-85214-348-9
- Edlmann – Bedlmann. Ein Lesebuch. 1985, ISBN 3-85214-444-2
- Hochwürdige Geschichten. Von Pfarrern und Pfarrerlehrbuben. 1986, ISBN 3-85214-490-6
- Klassische Geschichten. Götter und Helden in der Landestracht. 1987, ISBN 3-90084-701-0
- Der Meier Helmbrecht. Die berühmte Geschichte von Wernher dem Gärtner als Hexameter-Nacherzählung in Innviertler Mundart. 1989
- Unser Haus. Betrachtungen, Erzählungen und Gedichte in Mundart; (erweiterte Auflage von Unser Haus, 1980). 1990, ISBN 3-852145-44-9
- Fortschritt von daheim. 1991, ISBN 3-90084-708-8
- Unsere Namen. Kleine Namenkunde des Bezirkes Braunau; Ortsnamen, Familiennamen, Vornamen. 1992
- Dorf- und Stubengeschichten. Unser Dorf und Unser Stubm in einem Band. 1993, ISBN 3-900847-15-0
- Halblustiges Lesebuch. Schöne Geschichten und häßliche Gedichte. 1994, ISBN 3-900847-21-5
- Weichbrunn und Schnaps. Bäuerliche Geschichten aus dem Innviertel. 1996, ISBN 3-900847-25-8
- Geht scho wieder aufwärts. 1997, ISBN 3-900847-37-1
- Barfußlaufen. Erinnerungen an die Jugendzeit. 1999, ISBN 3-900847-63-0

## Bedeutung
Gottfried Glechners Erzählungen spielen in der traditionellen bäuerlichen Welt seiner Jugend, weitgehend noch vor Mechanisierung der Landwirtschaft. Die meisten sind in oberösterreichischer (Innviertler) Mundart verfasst, deren Farbenreichtum Gottfried Glechner meisterhaft einsetzt. Er gewinnt der ländlichen Welt vor allem positive und humorvolle Aspekte ab.  
Gottfried Glechners Werke erfreuen sich im süddeutsch-österreichischen Raum nach wie vor großer Beliebtheit. 2006, zwei Jahre nach seinem Tod, fand ein Open-Air-Gottfried-Glechner-Lesefest statt, bei dem auf sechs Lesebühnen simultan vor ca. 1.000 Zuhörern seine Werke gelesen wurden.

## Pflege seines Nachlasses
- Das Gottfried Glechner Lesebuch – die besten Geschichten, Gedichte, und Unveröffentlichtes aus dem Nachlass. Hrsg. Von seinen Söhnen Wolfgang Glechner und Gottfried Glechner jun., 2013,  ISBN 3-902923-22-9
- Glechner liest Glechner – Wolfgang und Gottfried Glechner junior erinnern in den Freien Radios in Oberösterreich an ihren Vater. Sendereihe mit 26 Sendungen - lief wöchentlich ab 1. November 2011 bis 1. Mai 2012 auf FRO und FRS -  WH 2012/2013, letzte Sendung war am 1. Mai 2013. Die beiden Söhne treten auch live mit Lesungen der Werke ihres Vaters in Erscheinung.